# Оромія
Оромія (оромо Oromiyaa, амх. ኦሮሚያ ክልል) — один з дев'яти регіонів Ефіопії. Адміністративний центр — де-юре Аддис-Абеба, де-факто Адама. Межує з Кенією та Південним Суданом.
До XXI століття адміністративним центром оромо було місто Аддис-Абеба, назва якого мовою оромо звучить як — Фінфін. Перенесення адміністративного центру оромо в Адаму викликало численні суперечки. 10 червня 2005 Демократична Організація народу Оромо, яка є частиною правлячої коаліції у країні, заявила, що має намір перенести адміністративний центр оромо назад до Аддис-Абеби.

## Населення
За даними перепису 2007 населення регіону становить 27 158 471 осіб, міське населення — 11,3 % (3 370 040 осіб). Середня густота населення становить 91,09 осіб/км². У регіоні налічується 5 590 530 окремих господарств, таким чином, у середньому припадає 4,8 осіб на одне господарство. Етнічні групи включають: оромо (87,8 %), амхарці (7,22 %), гураге (0,93 %) та інші. 47,5 % населення — мусульмани; 30,5 % — християни-монофізити; 17,7 % — протестанти; 3,3 % дотримуються традиційних релігійних поглядів. Релігійна картина у міських районах сильно змінюється, християни-монофізити тут складають 51,2 %; мусульмани — 29,9 %; протестанти — 17,5 %; інші релігійні групи — 1,5 %.
За даними минулого перепису 1994 року населення регіону складало 18 732 525 осіб, міське населення було близько 14 %. Основна мова регіону — оромо (близько 83,5 % населення), близько 11 % говорить на амхарською.
Згідно з даними CSA на 2004 рік, доступ до чистої питної води мають лише 32 % населення (23,7 % у сільській місцевості та 91 % у містах). Рівень грамотності становить 61,5 % для чоловіків і 29,5 % серед жінок. Дитяча смертність становить 76 на 1000 народжених (майже однакова з середнім по країні показником 77 на 1000).

## Адміністративний поділ
- Адама (Adama)
- Арсі (Arsi)
- Балі (Bale)
- Борена (Borena)
- Бураю (Burayu)
- Східне Харарге (Misraq Hararghe)
- Східна Шева (Misraq Shewa)
- Східна Велега (Misraq Welega)
- Гудж (Guji)
- Хоро-Гудрем-Велега (Horo Gudru Welega)
- Іллубабор (Illubabor)
- Джимма (Jimma)
- Джимма-спеціальна зона (Jimma Special-Zone)
- Келем-Велега (Kelem Welega)
- Оромія (Oromia)
- Північна Шева (Semien Shewa)
- Південнозахідна Шева (Debub Mirab Shewa)
- Західний Арсі (Mirab Arsi)
- Західне Харарге (Mirab Hararghe)
- Західна Шева (Mirab Shewa)
- Західна Велега (Mirab Welega)